# لامبونغ
مقاطعة لامبونغ (بالإندونيسية: Lampung)‏، هي إحدى مقاطعات إندونسيا بجزيرة سومطرة. و عاصمتها بندر لامبونغ.

## جزر المقاطعة
من أهم جزر المقاطعة:
- جزيرة كراكاتوا
- جزيرة سيبوكو (هنالك جزيرة أخرى أيضا اسمها سيبوكو تقع قرب جزيرة بورنيو)
- جزيرة سيبيسي
- جزيرة ليغوندي